# Nicholas Barker
Nicholas Howard Barker, född 25 april 1973, är en brittisk extreme metal-batterist från Hillsborough i England. Efter flera år av samarbete med det brittiska goth metal-bandet Cradle of Filth, gick han med i det norska black metal-bandet Dimmu Borgir. Efter att ha blivit sparkad från Dimmu Borgir,  gick Barker över till Brujeria, Old Man's Child och Lock Up. Han är för närvarande medlem i Benediction samt Testament.

## Diskografi

### Brujeria
- Brujerizmo (2000, Roadrunner Records)

### Cradle of Filth
- The Principle of Evil Made Flesh (1994, Cacophonous Records)
- Vempire or Dark Faerytales in Phallustein (1996, Cacophonous Records)
- Dusk... and Her Embrace (1997, Music For Nations)
- Cruelty and the Beast (1998, Music For Nations)
- From the Cradle to Enslave (1999, Music For Nations)

### Dimmu Borgir
- Puritanical Euphoric Misanthropia (2001, Nuclear Blast)
- Alive in Torment EP (2001, Nuclear Blast)
- Live Misanthropy EP (2002, Nuclear Blast)
- World Misanthropy DVD (2002, Nuclear Blast)
- Death Cult Armageddon (2003, Nuclear Blast)

### Lock Up
- Pleasures Pave Sewers (1999, Nuclear Blast)
- Hate Breeds Suffering (2002, Nuclear Blast)
- Play Fast Or Die (Live In Japan) (2004, Toy Factory)

### Monolith
- Sleep With The Dead 7" (1992, Cacophonous Records)
- Tales of the Macabre (1993, Vinyl Solution)

### Old Man's Child
- In Defiance of Existence (2003, Century Media Records)

### Winter's Thrall
- In:Through:Out EP (2007, själv-utgiven)

## Live / Session
- Nightrage – live trummor 2004
- Anaal Nathrakh – live trummor 2004.
- Gorgoroth – live trummor 2007.
- Testament – live trummor 2007.